# Nicholas J. Conard
 (avril 2019).
Si vous disposez d'ouvrages ou d'articles de référence ou si vous connaissez des sites web de qualité traitant du thème abordé ici, merci de compléter l'article en donnant les références utiles à sa vérifiabilité et en les liant à la section « Notes et références ».
Pour les articles homonymes, voir Conard.
Nicholas John Conard (né le 23 juillet 1961 à Cincinnati dans l'Ohio) est un archéologue de la préhistoire germano-américain ; il est surtout connu pour avoir découvert les artéfacts les plus anciens du monde dans les grottes du Jura souabe.

## Biographie
Il a fait ses études dans de nombreuses universités aux États-Unis et en Allemagne, en 1980, 1981 et 1983 à l'université de Rochester (New York) obtenant un Bachelor of Arts with highest distinction en 1983, en anthropologie et en chimie. En 1982, il a étudié à Fribourg l'ethnologie et la chimie et de 1984 à 1989 la préhistoire et la protohistoire à l'université de Cologne. De 1985 à 1986, il a poursuivi des recherches interdisciplinaires en physique, géologie et anthropologie à l'Université de Rochester, d'où il est sorti en 1986 avec un Master of Science. De 1987 à 1990 il a étudié à l'université Yale, à New Haven (Connecticut), où en 1988 il a passé un Master of Philosophy pour devenir en 1990 Doctor of Philosophy. De 1991 à 1993 il a été adjunct professor à l'université du Connecticut. Depuis 1995 il est professeur et aujourd'hui directeur du département de Préhistoire ancienne et d'Écologie quaternaire à l'Institut de Préhistoire, de Protohistoire et d'Archéologie du Moyen Âge à l'université Eberhard Karl de Tübingen. De 1996 à 2001 il a dirigé le programme de recherche spécial 275 de la Deutsche Forschungsgemeinschaft (DFG). Depuis 1995 il est directeur scientifique du musée de la préhistoire de Blaubeuren, et depuis 1997 directeur scientifique du musée établi au château Hohentübingen,,,.
Il s'occupe des débuts du développement de l'humanité dans l'espace eurasien et sud-africain ainsi que des débuts de l'agriculture et de l'élevage. Dans ces domaines de recherche, il a mené de nombreuses fouilles et effectué des travaux sur le terrain, entre autres en Syrie (Ain Dabbour, Kaus Kozah), en Afrique du Sud (Geelbek dunes) et en Iran (Gahr-i-Boof).
Son principal domaine de recherche en Allemagne comprend en particulier les fouilles préhistoriques dans des grottes du Jura souabe (Hohle Fels, Vogelherd, Geißenklösterle, Hohlenstein-Stadel), où il a découvert de très anciens artéfacts Il a notamment dirigé une campagne de fouilles sur le site archéologique de Wallertheim. Parmi les plus remarquables de ses trouvailles récentes figurent le mammouth de Vogelherd et la Vénus de Schelklingen (arrondissement d'Alb-Danube) datant de l'Aurignacien et découverte en septembre 2008.
Conard vit à Tübingen.

## Œuvres
- Nicholas J. Conard, Harald Floss: Neue Eiszeit-Kunstwerke von der Schwäbischen Alb. Museumsheft 4, Urgeschichtliches Museum Blaubeuren, Blaubeuren 2001

### Source
- (de) Cet article est partiellement ou en totalité issu de l’article de Wikipédia en allemand intitulé « Nicholas Conard » (voir la liste des auteurs).